# توم ويلينغتون
توم ويلينغتون (بالإنجليزية: Tom Wellington)‏ هو لاعب كرة قدم أسترالية أسترالي، ولد في 27 أكتوبر 1894، وتوفي في 17 يوليو 1955.

## وصلات خارجية
- توم ويلينغتون على موقع AustralianFootball.com (الإنجليزية)
- توم ويلينغتون على موقع AFLtables.com (الإنجليزية)